# Вічний шах
У шахах вічним шахом називають ситуацію, коли один з гравців може форсувати нічию шляхом нескінченної серії шахів. Така ситуація зазвичай виникає, коли гравець, який ставить шахи, не може поставити мат. Якщо ж він не може продовжити серію шахів, то суперник здобуває шанс виграти. Нічия вічним шахом більше не входить до правил шахів. Тим не менш, така ситуація все одно призводить до нічиєї через триразове повторення позиції, або правило п'ятдесяти ходів, але зазвичай гравці досягають нічиєї за згодою.
Вічний шах може виникати й в інших варіантах шахів, хоча правила стосовно нього можуть бути різними. Наприклад, вічний шах не допускається (автоматичний програш для того, хто ставить) в таких іграх як сьоґі та сянці.

## Приклади
|   | a | b | c | d | e | f | g | h |   |
| 8 | g8 чорний король · g7 чорний пішак · g5 білий король · h5 білий ферзь · b4 чорна тура · a3 чорний ферзь · d3 чорний слон | g8 чорний король · g7 чорний пішак · g5 білий король · h5 білий ферзь · b4 чорна тура · a3 чорний ферзь · d3 чорний слон | g8 чорний король · g7 чорний пішак · g5 білий король · h5 білий ферзь · b4 чорна тура · a3 чорний ферзь · d3 чорний слон | g8 чорний король · g7 чорний пішак · g5 білий король · h5 білий ферзь · b4 чорна тура · a3 чорний ферзь · d3 чорний слон | g8 чорний король · g7 чорний пішак · g5 білий король · h5 білий ферзь · b4 чорна тура · a3 чорний ферзь · d3 чорний слон | g8 чорний король · g7 чорний пішак · g5 білий король · h5 білий ферзь · b4 чорна тура · a3 чорний ферзь · d3 чорний слон | g8 чорний король · g7 чорний пішак · g5 білий король · h5 білий ферзь · b4 чорна тура · a3 чорний ферзь · d3 чорний слон | g8 чорний король · g7 чорний пішак · g5 білий король · h5 білий ферзь · b4 чорна тура · a3 чорний ферзь · d3 чорний слон | 8 |
| 7 | g8 чорний король · g7 чорний пішак · g5 білий король · h5 білий ферзь · b4 чорна тура · a3 чорний ферзь · d3 чорний слон | g8 чорний король · g7 чорний пішак · g5 білий король · h5 білий ферзь · b4 чорна тура · a3 чорний ферзь · d3 чорний слон | g8 чорний король · g7 чорний пішак · g5 білий король · h5 білий ферзь · b4 чорна тура · a3 чорний ферзь · d3 чорний слон | g8 чорний король · g7 чорний пішак · g5 білий король · h5 білий ферзь · b4 чорна тура · a3 чорний ферзь · d3 чорний слон | g8 чорний король · g7 чорний пішак · g5 білий король · h5 білий ферзь · b4 чорна тура · a3 чорний ферзь · d3 чорний слон | g8 чорний король · g7 чорний пішак · g5 білий король · h5 білий ферзь · b4 чорна тура · a3 чорний ферзь · d3 чорний слон | g8 чорний король · g7 чорний пішак · g5 білий король · h5 білий ферзь · b4 чорна тура · a3 чорний ферзь · d3 чорний слон | g8 чорний король · g7 чорний пішак · g5 білий король · h5 білий ферзь · b4 чорна тура · a3 чорний ферзь · d3 чорний слон | 7 |
| 6 | g8 чорний король · g7 чорний пішак · g5 білий король · h5 білий ферзь · b4 чорна тура · a3 чорний ферзь · d3 чорний слон | g8 чорний король · g7 чорний пішак · g5 білий король · h5 білий ферзь · b4 чорна тура · a3 чорний ферзь · d3 чорний слон | g8 чорний король · g7 чорний пішак · g5 білий король · h5 білий ферзь · b4 чорна тура · a3 чорний ферзь · d3 чорний слон | g8 чорний король · g7 чорний пішак · g5 білий король · h5 білий ферзь · b4 чорна тура · a3 чорний ферзь · d3 чорний слон | g8 чорний король · g7 чорний пішак · g5 білий король · h5 білий ферзь · b4 чорна тура · a3 чорний ферзь · d3 чорний слон | g8 чорний король · g7 чорний пішак · g5 білий король · h5 білий ферзь · b4 чорна тура · a3 чорний ферзь · d3 чорний слон | g8 чорний король · g7 чорний пішак · g5 білий король · h5 білий ферзь · b4 чорна тура · a3 чорний ферзь · d3 чорний слон | g8 чорний король · g7 чорний пішак · g5 білий король · h5 білий ферзь · b4 чорна тура · a3 чорний ферзь · d3 чорний слон | 6 |
| 5 | g8 чорний король · g7 чорний пішак · g5 білий король · h5 білий ферзь · b4 чорна тура · a3 чорний ферзь · d3 чорний слон | g8 чорний король · g7 чорний пішак · g5 білий король · h5 білий ферзь · b4 чорна тура · a3 чорний ферзь · d3 чорний слон | g8 чорний король · g7 чорний пішак · g5 білий король · h5 білий ферзь · b4 чорна тура · a3 чорний ферзь · d3 чорний слон | g8 чорний король · g7 чорний пішак · g5 білий король · h5 білий ферзь · b4 чорна тура · a3 чорний ферзь · d3 чорний слон | g8 чорний король · g7 чорний пішак · g5 білий король · h5 білий ферзь · b4 чорна тура · a3 чорний ферзь · d3 чорний слон | g8 чорний король · g7 чорний пішак · g5 білий король · h5 білий ферзь · b4 чорна тура · a3 чорний ферзь · d3 чорний слон | g8 чорний король · g7 чорний пішак · g5 білий король · h5 білий ферзь · b4 чорна тура · a3 чорний ферзь · d3 чорний слон | g8 чорний король · g7 чорний пішак · g5 білий король · h5 білий ферзь · b4 чорна тура · a3 чорний ферзь · d3 чорний слон | 5 |
| 4 | g8 чорний король · g7 чорний пішак · g5 білий король · h5 білий ферзь · b4 чорна тура · a3 чорний ферзь · d3 чорний слон | g8 чорний король · g7 чорний пішак · g5 білий король · h5 білий ферзь · b4 чорна тура · a3 чорний ферзь · d3 чорний слон | g8 чорний король · g7 чорний пішак · g5 білий король · h5 білий ферзь · b4 чорна тура · a3 чорний ферзь · d3 чорний слон | g8 чорний король · g7 чорний пішак · g5 білий король · h5 білий ферзь · b4 чорна тура · a3 чорний ферзь · d3 чорний слон | g8 чорний король · g7 чорний пішак · g5 білий король · h5 білий ферзь · b4 чорна тура · a3 чорний ферзь · d3 чорний слон | g8 чорний король · g7 чорний пішак · g5 білий король · h5 білий ферзь · b4 чорна тура · a3 чорний ферзь · d3 чорний слон | g8 чорний король · g7 чорний пішак · g5 білий король · h5 білий ферзь · b4 чорна тура · a3 чорний ферзь · d3 чорний слон | g8 чорний король · g7 чорний пішак · g5 білий король · h5 білий ферзь · b4 чорна тура · a3 чорний ферзь · d3 чорний слон | 4 |
| 3 | g8 чорний король · g7 чорний пішак · g5 білий король · h5 білий ферзь · b4 чорна тура · a3 чорний ферзь · d3 чорний слон | g8 чорний король · g7 чорний пішак · g5 білий король · h5 білий ферзь · b4 чорна тура · a3 чорний ферзь · d3 чорний слон | g8 чорний король · g7 чорний пішак · g5 білий король · h5 білий ферзь · b4 чорна тура · a3 чорний ферзь · d3 чорний слон | g8 чорний король · g7 чорний пішак · g5 білий король · h5 білий ферзь · b4 чорна тура · a3 чорний ферзь · d3 чорний слон | g8 чорний король · g7 чорний пішак · g5 білий король · h5 білий ферзь · b4 чорна тура · a3 чорний ферзь · d3 чорний слон | g8 чорний король · g7 чорний пішак · g5 білий король · h5 білий ферзь · b4 чорна тура · a3 чорний ферзь · d3 чорний слон | g8 чорний король · g7 чорний пішак · g5 білий король · h5 білий ферзь · b4 чорна тура · a3 чорний ферзь · d3 чорний слон | g8 чорний король · g7 чорний пішак · g5 білий король · h5 білий ферзь · b4 чорна тура · a3 чорний ферзь · d3 чорний слон | 3 |
| 2 | g8 чорний король · g7 чорний пішак · g5 білий король · h5 білий ферзь · b4 чорна тура · a3 чорний ферзь · d3 чорний слон | g8 чорний король · g7 чорний пішак · g5 білий король · h5 білий ферзь · b4 чорна тура · a3 чорний ферзь · d3 чорний слон | g8 чорний король · g7 чорний пішак · g5 білий король · h5 білий ферзь · b4 чорна тура · a3 чорний ферзь · d3 чорний слон | g8 чорний король · g7 чорний пішак · g5 білий король · h5 білий ферзь · b4 чорна тура · a3 чорний ферзь · d3 чорний слон | g8 чорний король · g7 чорний пішак · g5 білий король · h5 білий ферзь · b4 чорна тура · a3 чорний ферзь · d3 чорний слон | g8 чорний король · g7 чорний пішак · g5 білий король · h5 білий ферзь · b4 чорна тура · a3 чорний ферзь · d3 чорний слон | g8 чорний король · g7 чорний пішак · g5 білий король · h5 білий ферзь · b4 чорна тура · a3 чорний ферзь · d3 чорний слон | g8 чорний король · g7 чорний пішак · g5 білий король · h5 білий ферзь · b4 чорна тура · a3 чорний ферзь · d3 чорний слон | 2 |
| 1 | g8 чорний король · g7 чорний пішак · g5 білий король · h5 білий ферзь · b4 чорна тура · a3 чорний ферзь · d3 чорний слон | g8 чорний король · g7 чорний пішак · g5 білий король · h5 білий ферзь · b4 чорна тура · a3 чорний ферзь · d3 чорний слон | g8 чорний король · g7 чорний пішак · g5 білий король · h5 білий ферзь · b4 чорна тура · a3 чорний ферзь · d3 чорний слон | g8 чорний король · g7 чорний пішак · g5 білий король · h5 білий ферзь · b4 чорна тура · a3 чорний ферзь · d3 чорний слон | g8 чорний король · g7 чорний пішак · g5 білий король · h5 білий ферзь · b4 чорна тура · a3 чорний ферзь · d3 чорний слон | g8 чорний король · g7 чорний пішак · g5 білий король · h5 білий ферзь · b4 чорна тура · a3 чорний ферзь · d3 чорний слон | g8 чорний король · g7 чорний пішак · g5 білий король · h5 білий ферзь · b4 чорна тура · a3 чорний ферзь · d3 чорний слон | g8 чорний король · g7 чорний пішак · g5 білий король · h5 білий ферзь · b4 чорна тура · a3 чорний ферзь · d3 чорний слон | 1 |
|   | a | b | c | d | e | f | g | h |   |

На цій діаграмі, чорні мають зайвих туру, слона й пішака. Зазвичай така матеріальна перевага є вирішальною. Але білих рятує вічний шах:
1. Qe8+ Kh7
2. Qh5+ Kg8
3. Qe8+ і т.д..
Ця сама позиція скоро повториться втретє, отже, білі можуть проголосити нічию триразовим повторенням, або ж чорні самі можуть погодитись на нічию. 

### Унцикер проти Авербаха
|   | a | b | c | d | e | f | g | h |   |
| 8 | f8 чорна тура · g8 чорний король · b7 чорна тура · c7 білий пішак · g7 чорний пішак · h7 чорний пішак · a6 чорний пішак · f6 чорний кінь · d5 білий пішак · e5 чорний пішак · b4 білий пішак · e4 білий пішак · f4 чорний ферзь · c3 білий ферзь · h3 білий пішак · a2 білий пішак · g2 білий пішак · a1 біла тура · e1 біла тура · g1 білий король | f8 чорна тура · g8 чорний король · b7 чорна тура · c7 білий пішак · g7 чорний пішак · h7 чорний пішак · a6 чорний пішак · f6 чорний кінь · d5 білий пішак · e5 чорний пішак · b4 білий пішак · e4 білий пішак · f4 чорний ферзь · c3 білий ферзь · h3 білий пішак · a2 білий пішак · g2 білий пішак · a1 біла тура · e1 біла тура · g1 білий король | f8 чорна тура · g8 чорний король · b7 чорна тура · c7 білий пішак · g7 чорний пішак · h7 чорний пішак · a6 чорний пішак · f6 чорний кінь · d5 білий пішак · e5 чорний пішак · b4 білий пішак · e4 білий пішак · f4 чорний ферзь · c3 білий ферзь · h3 білий пішак · a2 білий пішак · g2 білий пішак · a1 біла тура · e1 біла тура · g1 білий король | f8 чорна тура · g8 чорний король · b7 чорна тура · c7 білий пішак · g7 чорний пішак · h7 чорний пішак · a6 чорний пішак · f6 чорний кінь · d5 білий пішак · e5 чорний пішак · b4 білий пішак · e4 білий пішак · f4 чорний ферзь · c3 білий ферзь · h3 білий пішак · a2 білий пішак · g2 білий пішак · a1 біла тура · e1 біла тура · g1 білий король | f8 чорна тура · g8 чорний король · b7 чорна тура · c7 білий пішак · g7 чорний пішак · h7 чорний пішак · a6 чорний пішак · f6 чорний кінь · d5 білий пішак · e5 чорний пішак · b4 білий пішак · e4 білий пішак · f4 чорний ферзь · c3 білий ферзь · h3 білий пішак · a2 білий пішак · g2 білий пішак · a1 біла тура · e1 біла тура · g1 білий король | f8 чорна тура · g8 чорний король · b7 чорна тура · c7 білий пішак · g7 чорний пішак · h7 чорний пішак · a6 чорний пішак · f6 чорний кінь · d5 білий пішак · e5 чорний пішак · b4 білий пішак · e4 білий пішак · f4 чорний ферзь · c3 білий ферзь · h3 білий пішак · a2 білий пішак · g2 білий пішак · a1 біла тура · e1 біла тура · g1 білий король | f8 чорна тура · g8 чорний король · b7 чорна тура · c7 білий пішак · g7 чорний пішак · h7 чорний пішак · a6 чорний пішак · f6 чорний кінь · d5 білий пішак · e5 чорний пішак · b4 білий пішак · e4 білий пішак · f4 чорний ферзь · c3 білий ферзь · h3 білий пішак · a2 білий пішак · g2 білий пішак · a1 біла тура · e1 біла тура · g1 білий король | f8 чорна тура · g8 чорний король · b7 чорна тура · c7 білий пішак · g7 чорний пішак · h7 чорний пішак · a6 чорний пішак · f6 чорний кінь · d5 білий пішак · e5 чорний пішак · b4 білий пішак · e4 білий пішак · f4 чорний ферзь · c3 білий ферзь · h3 білий пішак · a2 білий пішак · g2 білий пішак · a1 біла тура · e1 біла тура · g1 білий король | 8 |
| 7 | f8 чорна тура · g8 чорний король · b7 чорна тура · c7 білий пішак · g7 чорний пішак · h7 чорний пішак · a6 чорний пішак · f6 чорний кінь · d5 білий пішак · e5 чорний пішак · b4 білий пішак · e4 білий пішак · f4 чорний ферзь · c3 білий ферзь · h3 білий пішак · a2 білий пішак · g2 білий пішак · a1 біла тура · e1 біла тура · g1 білий король | f8 чорна тура · g8 чорний король · b7 чорна тура · c7 білий пішак · g7 чорний пішак · h7 чорний пішак · a6 чорний пішак · f6 чорний кінь · d5 білий пішак · e5 чорний пішак · b4 білий пішак · e4 білий пішак · f4 чорний ферзь · c3 білий ферзь · h3 білий пішак · a2 білий пішак · g2 білий пішак · a1 біла тура · e1 біла тура · g1 білий король | f8 чорна тура · g8 чорний король · b7 чорна тура · c7 білий пішак · g7 чорний пішак · h7 чорний пішак · a6 чорний пішак · f6 чорний кінь · d5 білий пішак · e5 чорний пішак · b4 білий пішак · e4 білий пішак · f4 чорний ферзь · c3 білий ферзь · h3 білий пішак · a2 білий пішак · g2 білий пішак · a1 біла тура · e1 біла тура · g1 білий король | f8 чорна тура · g8 чорний король · b7 чорна тура · c7 білий пішак · g7 чорний пішак · h7 чорний пішак · a6 чорний пішак · f6 чорний кінь · d5 білий пішак · e5 чорний пішак · b4 білий пішак · e4 білий пішак · f4 чорний ферзь · c3 білий ферзь · h3 білий пішак · a2 білий пішак · g2 білий пішак · a1 біла тура · e1 біла тура · g1 білий король | f8 чорна тура · g8 чорний король · b7 чорна тура · c7 білий пішак · g7 чорний пішак · h7 чорний пішак · a6 чорний пішак · f6 чорний кінь · d5 білий пішак · e5 чорний пішак · b4 білий пішак · e4 білий пішак · f4 чорний ферзь · c3 білий ферзь · h3 білий пішак · a2 білий пішак · g2 білий пішак · a1 біла тура · e1 біла тура · g1 білий король | f8 чорна тура · g8 чорний король · b7 чорна тура · c7 білий пішак · g7 чорний пішак · h7 чорний пішак · a6 чорний пішак · f6 чорний кінь · d5 білий пішак · e5 чорний пішак · b4 білий пішак · e4 білий пішак · f4 чорний ферзь · c3 білий ферзь · h3 білий пішак · a2 білий пішак · g2 білий пішак · a1 біла тура · e1 біла тура · g1 білий король | f8 чорна тура · g8 чорний король · b7 чорна тура · c7 білий пішак · g7 чорний пішак · h7 чорний пішак · a6 чорний пішак · f6 чорний кінь · d5 білий пішак · e5 чорний пішак · b4 білий пішак · e4 білий пішак · f4 чорний ферзь · c3 білий ферзь · h3 білий пішак · a2 білий пішак · g2 білий пішак · a1 біла тура · e1 біла тура · g1 білий король | f8 чорна тура · g8 чорний король · b7 чорна тура · c7 білий пішак · g7 чорний пішак · h7 чорний пішак · a6 чорний пішак · f6 чорний кінь · d5 білий пішак · e5 чорний пішак · b4 білий пішак · e4 білий пішак · f4 чорний ферзь · c3 білий ферзь · h3 білий пішак · a2 білий пішак · g2 білий пішак · a1 біла тура · e1 біла тура · g1 білий король | 7 |
| 6 | f8 чорна тура · g8 чорний король · b7 чорна тура · c7 білий пішак · g7 чорний пішак · h7 чорний пішак · a6 чорний пішак · f6 чорний кінь · d5 білий пішак · e5 чорний пішак · b4 білий пішак · e4 білий пішак · f4 чорний ферзь · c3 білий ферзь · h3 білий пішак · a2 білий пішак · g2 білий пішак · a1 біла тура · e1 біла тура · g1 білий король | f8 чорна тура · g8 чорний король · b7 чорна тура · c7 білий пішак · g7 чорний пішак · h7 чорний пішак · a6 чорний пішак · f6 чорний кінь · d5 білий пішак · e5 чорний пішак · b4 білий пішак · e4 білий пішак · f4 чорний ферзь · c3 білий ферзь · h3 білий пішак · a2 білий пішак · g2 білий пішак · a1 біла тура · e1 біла тура · g1 білий король | f8 чорна тура · g8 чорний король · b7 чорна тура · c7 білий пішак · g7 чорний пішак · h7 чорний пішак · a6 чорний пішак · f6 чорний кінь · d5 білий пішак · e5 чорний пішак · b4 білий пішак · e4 білий пішак · f4 чорний ферзь · c3 білий ферзь · h3 білий пішак · a2 білий пішак · g2 білий пішак · a1 біла тура · e1 біла тура · g1 білий король | f8 чорна тура · g8 чорний король · b7 чорна тура · c7 білий пішак · g7 чорний пішак · h7 чорний пішак · a6 чорний пішак · f6 чорний кінь · d5 білий пішак · e5 чорний пішак · b4 білий пішак · e4 білий пішак · f4 чорний ферзь · c3 білий ферзь · h3 білий пішак · a2 білий пішак · g2 білий пішак · a1 біла тура · e1 біла тура · g1 білий король | f8 чорна тура · g8 чорний король · b7 чорна тура · c7 білий пішак · g7 чорний пішак · h7 чорний пішак · a6 чорний пішак · f6 чорний кінь · d5 білий пішак · e5 чорний пішак · b4 білий пішак · e4 білий пішак · f4 чорний ферзь · c3 білий ферзь · h3 білий пішак · a2 білий пішак · g2 білий пішак · a1 біла тура · e1 біла тура · g1 білий король | f8 чорна тура · g8 чорний король · b7 чорна тура · c7 білий пішак · g7 чорний пішак · h7 чорний пішак · a6 чорний пішак · f6 чорний кінь · d5 білий пішак · e5 чорний пішак · b4 білий пішак · e4 білий пішак · f4 чорний ферзь · c3 білий ферзь · h3 білий пішак · a2 білий пішак · g2 білий пішак · a1 біла тура · e1 біла тура · g1 білий король | f8 чорна тура · g8 чорний король · b7 чорна тура · c7 білий пішак · g7 чорний пішак · h7 чорний пішак · a6 чорний пішак · f6 чорний кінь · d5 білий пішак · e5 чорний пішак · b4 білий пішак · e4 білий пішак · f4 чорний ферзь · c3 білий ферзь · h3 білий пішак · a2 білий пішак · g2 білий пішак · a1 біла тура · e1 біла тура · g1 білий король | f8 чорна тура · g8 чорний король · b7 чорна тура · c7 білий пішак · g7 чорний пішак · h7 чорний пішак · a6 чорний пішак · f6 чорний кінь · d5 білий пішак · e5 чорний пішак · b4 білий пішак · e4 білий пішак · f4 чорний ферзь · c3 білий ферзь · h3 білий пішак · a2 білий пішак · g2 білий пішак · a1 біла тура · e1 біла тура · g1 білий король | 6 |
| 5 | f8 чорна тура · g8 чорний король · b7 чорна тура · c7 білий пішак · g7 чорний пішак · h7 чорний пішак · a6 чорний пішак · f6 чорний кінь · d5 білий пішак · e5 чорний пішак · b4 білий пішак · e4 білий пішак · f4 чорний ферзь · c3 білий ферзь · h3 білий пішак · a2 білий пішак · g2 білий пішак · a1 біла тура · e1 біла тура · g1 білий король | f8 чорна тура · g8 чорний король · b7 чорна тура · c7 білий пішак · g7 чорний пішак · h7 чорний пішак · a6 чорний пішак · f6 чорний кінь · d5 білий пішак · e5 чорний пішак · b4 білий пішак · e4 білий пішак · f4 чорний ферзь · c3 білий ферзь · h3 білий пішак · a2 білий пішак · g2 білий пішак · a1 біла тура · e1 біла тура · g1 білий король | f8 чорна тура · g8 чорний король · b7 чорна тура · c7 білий пішак · g7 чорний пішак · h7 чорний пішак · a6 чорний пішак · f6 чорний кінь · d5 білий пішак · e5 чорний пішак · b4 білий пішак · e4 білий пішак · f4 чорний ферзь · c3 білий ферзь · h3 білий пішак · a2 білий пішак · g2 білий пішак · a1 біла тура · e1 біла тура · g1 білий король | f8 чорна тура · g8 чорний король · b7 чорна тура · c7 білий пішак · g7 чорний пішак · h7 чорний пішак · a6 чорний пішак · f6 чорний кінь · d5 білий пішак · e5 чорний пішак · b4 білий пішак · e4 білий пішак · f4 чорний ферзь · c3 білий ферзь · h3 білий пішак · a2 білий пішак · g2 білий пішак · a1 біла тура · e1 біла тура · g1 білий король | f8 чорна тура · g8 чорний король · b7 чорна тура · c7 білий пішак · g7 чорний пішак · h7 чорний пішак · a6 чорний пішак · f6 чорний кінь · d5 білий пішак · e5 чорний пішак · b4 білий пішак · e4 білий пішак · f4 чорний ферзь · c3 білий ферзь · h3 білий пішак · a2 білий пішак · g2 білий пішак · a1 біла тура · e1 біла тура · g1 білий король | f8 чорна тура · g8 чорний король · b7 чорна тура · c7 білий пішак · g7 чорний пішак · h7 чорний пішак · a6 чорний пішак · f6 чорний кінь · d5 білий пішак · e5 чорний пішак · b4 білий пішак · e4 білий пішак · f4 чорний ферзь · c3 білий ферзь · h3 білий пішак · a2 білий пішак · g2 білий пішак · a1 біла тура · e1 біла тура · g1 білий король | f8 чорна тура · g8 чорний король · b7 чорна тура · c7 білий пішак · g7 чорний пішак · h7 чорний пішак · a6 чорний пішак · f6 чорний кінь · d5 білий пішак · e5 чорний пішак · b4 білий пішак · e4 білий пішак · f4 чорний ферзь · c3 білий ферзь · h3 білий пішак · a2 білий пішак · g2 білий пішак · a1 біла тура · e1 біла тура · g1 білий король | f8 чорна тура · g8 чорний король · b7 чорна тура · c7 білий пішак · g7 чорний пішак · h7 чорний пішак · a6 чорний пішак · f6 чорний кінь · d5 білий пішак · e5 чорний пішак · b4 білий пішак · e4 білий пішак · f4 чорний ферзь · c3 білий ферзь · h3 білий пішак · a2 білий пішак · g2 білий пішак · a1 біла тура · e1 біла тура · g1 білий король | 5 |
| 4 | f8 чорна тура · g8 чорний король · b7 чорна тура · c7 білий пішак · g7 чорний пішак · h7 чорний пішак · a6 чорний пішак · f6 чорний кінь · d5 білий пішак · e5 чорний пішак · b4 білий пішак · e4 білий пішак · f4 чорний ферзь · c3 білий ферзь · h3 білий пішак · a2 білий пішак · g2 білий пішак · a1 біла тура · e1 біла тура · g1 білий король | f8 чорна тура · g8 чорний король · b7 чорна тура · c7 білий пішак · g7 чорний пішак · h7 чорний пішак · a6 чорний пішак · f6 чорний кінь · d5 білий пішак · e5 чорний пішак · b4 білий пішак · e4 білий пішак · f4 чорний ферзь · c3 білий ферзь · h3 білий пішак · a2 білий пішак · g2 білий пішак · a1 біла тура · e1 біла тура · g1 білий король | f8 чорна тура · g8 чорний король · b7 чорна тура · c7 білий пішак · g7 чорний пішак · h7 чорний пішак · a6 чорний пішак · f6 чорний кінь · d5 білий пішак · e5 чорний пішак · b4 білий пішак · e4 білий пішак · f4 чорний ферзь · c3 білий ферзь · h3 білий пішак · a2 білий пішак · g2 білий пішак · a1 біла тура · e1 біла тура · g1 білий король | f8 чорна тура · g8 чорний король · b7 чорна тура · c7 білий пішак · g7 чорний пішак · h7 чорний пішак · a6 чорний пішак · f6 чорний кінь · d5 білий пішак · e5 чорний пішак · b4 білий пішак · e4 білий пішак · f4 чорний ферзь · c3 білий ферзь · h3 білий пішак · a2 білий пішак · g2 білий пішак · a1 біла тура · e1 біла тура · g1 білий король | f8 чорна тура · g8 чорний король · b7 чорна тура · c7 білий пішак · g7 чорний пішак · h7 чорний пішак · a6 чорний пішак · f6 чорний кінь · d5 білий пішак · e5 чорний пішак · b4 білий пішак · e4 білий пішак · f4 чорний ферзь · c3 білий ферзь · h3 білий пішак · a2 білий пішак · g2 білий пішак · a1 біла тура · e1 біла тура · g1 білий король | f8 чорна тура · g8 чорний король · b7 чорна тура · c7 білий пішак · g7 чорний пішак · h7 чорний пішак · a6 чорний пішак · f6 чорний кінь · d5 білий пішак · e5 чорний пішак · b4 білий пішак · e4 білий пішак · f4 чорний ферзь · c3 білий ферзь · h3 білий пішак · a2 білий пішак · g2 білий пішак · a1 біла тура · e1 біла тура · g1 білий король | f8 чорна тура · g8 чорний король · b7 чорна тура · c7 білий пішак · g7 чорний пішак · h7 чорний пішак · a6 чорний пішак · f6 чорний кінь · d5 білий пішак · e5 чорний пішак · b4 білий пішак · e4 білий пішак · f4 чорний ферзь · c3 білий ферзь · h3 білий пішак · a2 білий пішак · g2 білий пішак · a1 біла тура · e1 біла тура · g1 білий король | f8 чорна тура · g8 чорний король · b7 чорна тура · c7 білий пішак · g7 чорний пішак · h7 чорний пішак · a6 чорний пішак · f6 чорний кінь · d5 білий пішак · e5 чорний пішак · b4 білий пішак · e4 білий пішак · f4 чорний ферзь · c3 білий ферзь · h3 білий пішак · a2 білий пішак · g2 білий пішак · a1 біла тура · e1 біла тура · g1 білий король | 4 |
| 3 | f8 чорна тура · g8 чорний король · b7 чорна тура · c7 білий пішак · g7 чорний пішак · h7 чорний пішак · a6 чорний пішак · f6 чорний кінь · d5 білий пішак · e5 чорний пішак · b4 білий пішак · e4 білий пішак · f4 чорний ферзь · c3 білий ферзь · h3 білий пішак · a2 білий пішак · g2 білий пішак · a1 біла тура · e1 біла тура · g1 білий король | f8 чорна тура · g8 чорний король · b7 чорна тура · c7 білий пішак · g7 чорний пішак · h7 чорний пішак · a6 чорний пішак · f6 чорний кінь · d5 білий пішак · e5 чорний пішак · b4 білий пішак · e4 білий пішак · f4 чорний ферзь · c3 білий ферзь · h3 білий пішак · a2 білий пішак · g2 білий пішак · a1 біла тура · e1 біла тура · g1 білий король | f8 чорна тура · g8 чорний король · b7 чорна тура · c7 білий пішак · g7 чорний пішак · h7 чорний пішак · a6 чорний пішак · f6 чорний кінь · d5 білий пішак · e5 чорний пішак · b4 білий пішак · e4 білий пішак · f4 чорний ферзь · c3 білий ферзь · h3 білий пішак · a2 білий пішак · g2 білий пішак · a1 біла тура · e1 біла тура · g1 білий король | f8 чорна тура · g8 чорний король · b7 чорна тура · c7 білий пішак · g7 чорний пішак · h7 чорний пішак · a6 чорний пішак · f6 чорний кінь · d5 білий пішак · e5 чорний пішак · b4 білий пішак · e4 білий пішак · f4 чорний ферзь · c3 білий ферзь · h3 білий пішак · a2 білий пішак · g2 білий пішак · a1 біла тура · e1 біла тура · g1 білий король | f8 чорна тура · g8 чорний король · b7 чорна тура · c7 білий пішак · g7 чорний пішак · h7 чорний пішак · a6 чорний пішак · f6 чорний кінь · d5 білий пішак · e5 чорний пішак · b4 білий пішак · e4 білий пішак · f4 чорний ферзь · c3 білий ферзь · h3 білий пішак · a2 білий пішак · g2 білий пішак · a1 біла тура · e1 біла тура · g1 білий король | f8 чорна тура · g8 чорний король · b7 чорна тура · c7 білий пішак · g7 чорний пішак · h7 чорний пішак · a6 чорний пішак · f6 чорний кінь · d5 білий пішак · e5 чорний пішак · b4 білий пішак · e4 білий пішак · f4 чорний ферзь · c3 білий ферзь · h3 білий пішак · a2 білий пішак · g2 білий пішак · a1 біла тура · e1 біла тура · g1 білий король | f8 чорна тура · g8 чорний король · b7 чорна тура · c7 білий пішак · g7 чорний пішак · h7 чорний пішак · a6 чорний пішак · f6 чорний кінь · d5 білий пішак · e5 чорний пішак · b4 білий пішак · e4 білий пішак · f4 чорний ферзь · c3 білий ферзь · h3 білий пішак · a2 білий пішак · g2 білий пішак · a1 біла тура · e1 біла тура · g1 білий король | f8 чорна тура · g8 чорний король · b7 чорна тура · c7 білий пішак · g7 чорний пішак · h7 чорний пішак · a6 чорний пішак · f6 чорний кінь · d5 білий пішак · e5 чорний пішак · b4 білий пішак · e4 білий пішак · f4 чорний ферзь · c3 білий ферзь · h3 білий пішак · a2 білий пішак · g2 білий пішак · a1 біла тура · e1 біла тура · g1 білий король | 3 |
| 2 | f8 чорна тура · g8 чорний король · b7 чорна тура · c7 білий пішак · g7 чорний пішак · h7 чорний пішак · a6 чорний пішак · f6 чорний кінь · d5 білий пішак · e5 чорний пішак · b4 білий пішак · e4 білий пішак · f4 чорний ферзь · c3 білий ферзь · h3 білий пішак · a2 білий пішак · g2 білий пішак · a1 біла тура · e1 біла тура · g1 білий король | f8 чорна тура · g8 чорний король · b7 чорна тура · c7 білий пішак · g7 чорний пішак · h7 чорний пішак · a6 чорний пішак · f6 чорний кінь · d5 білий пішак · e5 чорний пішак · b4 білий пішак · e4 білий пішак · f4 чорний ферзь · c3 білий ферзь · h3 білий пішак · a2 білий пішак · g2 білий пішак · a1 біла тура · e1 біла тура · g1 білий король | f8 чорна тура · g8 чорний король · b7 чорна тура · c7 білий пішак · g7 чорний пішак · h7 чорний пішак · a6 чорний пішак · f6 чорний кінь · d5 білий пішак · e5 чорний пішак · b4 білий пішак · e4 білий пішак · f4 чорний ферзь · c3 білий ферзь · h3 білий пішак · a2 білий пішак · g2 білий пішак · a1 біла тура · e1 біла тура · g1 білий король | f8 чорна тура · g8 чорний король · b7 чорна тура · c7 білий пішак · g7 чорний пішак · h7 чорний пішак · a6 чорний пішак · f6 чорний кінь · d5 білий пішак · e5 чорний пішак · b4 білий пішак · e4 білий пішак · f4 чорний ферзь · c3 білий ферзь · h3 білий пішак · a2 білий пішак · g2 білий пішак · a1 біла тура · e1 біла тура · g1 білий король | f8 чорна тура · g8 чорний король · b7 чорна тура · c7 білий пішак · g7 чорний пішак · h7 чорний пішак · a6 чорний пішак · f6 чорний кінь · d5 білий пішак · e5 чорний пішак · b4 білий пішак · e4 білий пішак · f4 чорний ферзь · c3 білий ферзь · h3 білий пішак · a2 білий пішак · g2 білий пішак · a1 біла тура · e1 біла тура · g1 білий король | f8 чорна тура · g8 чорний король · b7 чорна тура · c7 білий пішак · g7 чорний пішак · h7 чорний пішак · a6 чорний пішак · f6 чорний кінь · d5 білий пішак · e5 чорний пішак · b4 білий пішак · e4 білий пішак · f4 чорний ферзь · c3 білий ферзь · h3 білий пішак · a2 білий пішак · g2 білий пішак · a1 біла тура · e1 біла тура · g1 білий король | f8 чорна тура · g8 чорний король · b7 чорна тура · c7 білий пішак · g7 чорний пішак · h7 чорний пішак · a6 чорний пішак · f6 чорний кінь · d5 білий пішак · e5 чорний пішак · b4 білий пішак · e4 білий пішак · f4 чорний ферзь · c3 білий ферзь · h3 білий пішак · a2 білий пішак · g2 білий пішак · a1 біла тура · e1 біла тура · g1 білий король | f8 чорна тура · g8 чорний король · b7 чорна тура · c7 білий пішак · g7 чорний пішак · h7 чорний пішак · a6 чорний пішак · f6 чорний кінь · d5 білий пішак · e5 чорний пішак · b4 білий пішак · e4 білий пішак · f4 чорний ферзь · c3 білий ферзь · h3 білий пішак · a2 білий пішак · g2 білий пішак · a1 біла тура · e1 біла тура · g1 білий король | 2 |
| 1 | f8 чорна тура · g8 чорний король · b7 чорна тура · c7 білий пішак · g7 чорний пішак · h7 чорний пішак · a6 чорний пішак · f6 чорний кінь · d5 білий пішак · e5 чорний пішак · b4 білий пішак · e4 білий пішак · f4 чорний ферзь · c3 білий ферзь · h3 білий пішак · a2 білий пішак · g2 білий пішак · a1 біла тура · e1 біла тура · g1 білий король | f8 чорна тура · g8 чорний король · b7 чорна тура · c7 білий пішак · g7 чорний пішак · h7 чорний пішак · a6 чорний пішак · f6 чорний кінь · d5 білий пішак · e5 чорний пішак · b4 білий пішак · e4 білий пішак · f4 чорний ферзь · c3 білий ферзь · h3 білий пішак · a2 білий пішак · g2 білий пішак · a1 біла тура · e1 біла тура · g1 білий король | f8 чорна тура · g8 чорний король · b7 чорна тура · c7 білий пішак · g7 чорний пішак · h7 чорний пішак · a6 чорний пішак · f6 чорний кінь · d5 білий пішак · e5 чорний пішак · b4 білий пішак · e4 білий пішак · f4 чорний ферзь · c3 білий ферзь · h3 білий пішак · a2 білий пішак · g2 білий пішак · a1 біла тура · e1 біла тура · g1 білий король | f8 чорна тура · g8 чорний король · b7 чорна тура · c7 білий пішак · g7 чорний пішак · h7 чорний пішак · a6 чорний пішак · f6 чорний кінь · d5 білий пішак · e5 чорний пішак · b4 білий пішак · e4 білий пішак · f4 чорний ферзь · c3 білий ферзь · h3 білий пішак · a2 білий пішак · g2 білий пішак · a1 біла тура · e1 біла тура · g1 білий король | f8 чорна тура · g8 чорний король · b7 чорна тура · c7 білий пішак · g7 чорний пішак · h7 чорний пішак · a6 чорний пішак · f6 чорний кінь · d5 білий пішак · e5 чорний пішак · b4 білий пішак · e4 білий пішак · f4 чорний ферзь · c3 білий ферзь · h3 білий пішак · a2 білий пішак · g2 білий пішак · a1 біла тура · e1 біла тура · g1 білий король | f8 чорна тура · g8 чорний король · b7 чорна тура · c7 білий пішак · g7 чорний пішак · h7 чорний пішак · a6 чорний пішак · f6 чорний кінь · d5 білий пішак · e5 чорний пішак · b4 білий пішак · e4 білий пішак · f4 чорний ферзь · c3 білий ферзь · h3 білий пішак · a2 білий пішак · g2 білий пішак · a1 біла тура · e1 біла тура · g1 білий король | f8 чорна тура · g8 чорний король · b7 чорна тура · c7 білий пішак · g7 чорний пішак · h7 чорний пішак · a6 чорний пішак · f6 чорний кінь · d5 білий пішак · e5 чорний пішак · b4 білий пішак · e4 білий пішак · f4 чорний ферзь · c3 білий ферзь · h3 білий пішак · a2 білий пішак · g2 білий пішак · a1 біла тура · e1 біла тура · g1 білий король | f8 чорна тура · g8 чорний король · b7 чорна тура · c7 білий пішак · g7 чорний пішак · h7 чорний пішак · a6 чорний пішак · f6 чорний кінь · d5 білий пішак · e5 чорний пішак · b4 білий пішак · e4 білий пішак · f4 чорний ферзь · c3 білий ферзь · h3 білий пішак · a2 білий пішак · g2 білий пішак · a1 біла тура · e1 біла тура · g1 білий король | 1 |
|   | a | b | c | d | e | f | g | h |   |

На другій діаграмі зображена гра Унцікера проти Авербаха, Стокгольм міжзональний турнір 1952. Хід чорних і вони невдовзі змушені будуть віддати одну зі своїх тур за білого пішака с (щоб запобігти його просуванню, або ж побити вже утвореного ферзя після просування). Вони можуть, однак, використати слабкість пішакової структури білих на королівському фланзі шляхом:
1... Rxc7!
2. Qxc7 Ng4! (загрожує 3... Qh2#)
3. hxg4 Qf2+
здобуваючи нічию шляхом довічних шахів з h4 і f2. 

### Гамппе проти Мейтнера
|   | a | b | c | d | e | f | g | h |   |
| 8 | a8 чорна тура · c8 чорний слон · d8 чорний король · h8 чорна тура · c7 чорний пішак · f7 чорний пішак · g7 чорний пішак · h7 чорний пішак · b6 чорний пішак · c6 білий король · a5 чорний пішак · d5 чорний пішак · e5 чорний пішак · a3 білий пішак · b2 білий пішак · c2 білий пішак · d2 білий пішак · g2 білий пішак · h2 білий пішак · a1 біла тура · c1 білий слон · d1 білий ферзь · g1 білий кінь · h1 біла тура | a8 чорна тура · c8 чорний слон · d8 чорний король · h8 чорна тура · c7 чорний пішак · f7 чорний пішак · g7 чорний пішак · h7 чорний пішак · b6 чорний пішак · c6 білий король · a5 чорний пішак · d5 чорний пішак · e5 чорний пішак · a3 білий пішак · b2 білий пішак · c2 білий пішак · d2 білий пішак · g2 білий пішак · h2 білий пішак · a1 біла тура · c1 білий слон · d1 білий ферзь · g1 білий кінь · h1 біла тура | a8 чорна тура · c8 чорний слон · d8 чорний король · h8 чорна тура · c7 чорний пішак · f7 чорний пішак · g7 чорний пішак · h7 чорний пішак · b6 чорний пішак · c6 білий король · a5 чорний пішак · d5 чорний пішак · e5 чорний пішак · a3 білий пішак · b2 білий пішак · c2 білий пішак · d2 білий пішак · g2 білий пішак · h2 білий пішак · a1 біла тура · c1 білий слон · d1 білий ферзь · g1 білий кінь · h1 біла тура | a8 чорна тура · c8 чорний слон · d8 чорний король · h8 чорна тура · c7 чорний пішак · f7 чорний пішак · g7 чорний пішак · h7 чорний пішак · b6 чорний пішак · c6 білий король · a5 чорний пішак · d5 чорний пішак · e5 чорний пішак · a3 білий пішак · b2 білий пішак · c2 білий пішак · d2 білий пішак · g2 білий пішак · h2 білий пішак · a1 біла тура · c1 білий слон · d1 білий ферзь · g1 білий кінь · h1 біла тура | a8 чорна тура · c8 чорний слон · d8 чорний король · h8 чорна тура · c7 чорний пішак · f7 чорний пішак · g7 чорний пішак · h7 чорний пішак · b6 чорний пішак · c6 білий король · a5 чорний пішак · d5 чорний пішак · e5 чорний пішак · a3 білий пішак · b2 білий пішак · c2 білий пішак · d2 білий пішак · g2 білий пішак · h2 білий пішак · a1 біла тура · c1 білий слон · d1 білий ферзь · g1 білий кінь · h1 біла тура | a8 чорна тура · c8 чорний слон · d8 чорний король · h8 чорна тура · c7 чорний пішак · f7 чорний пішак · g7 чорний пішак · h7 чорний пішак · b6 чорний пішак · c6 білий король · a5 чорний пішак · d5 чорний пішак · e5 чорний пішак · a3 білий пішак · b2 білий пішак · c2 білий пішак · d2 білий пішак · g2 білий пішак · h2 білий пішак · a1 біла тура · c1 білий слон · d1 білий ферзь · g1 білий кінь · h1 біла тура | a8 чорна тура · c8 чорний слон · d8 чорний король · h8 чорна тура · c7 чорний пішак · f7 чорний пішак · g7 чорний пішак · h7 чорний пішак · b6 чорний пішак · c6 білий король · a5 чорний пішак · d5 чорний пішак · e5 чорний пішак · a3 білий пішак · b2 білий пішак · c2 білий пішак · d2 білий пішак · g2 білий пішак · h2 білий пішак · a1 біла тура · c1 білий слон · d1 білий ферзь · g1 білий кінь · h1 біла тура | a8 чорна тура · c8 чорний слон · d8 чорний король · h8 чорна тура · c7 чорний пішак · f7 чорний пішак · g7 чорний пішак · h7 чорний пішак · b6 чорний пішак · c6 білий король · a5 чорний пішак · d5 чорний пішак · e5 чорний пішак · a3 білий пішак · b2 білий пішак · c2 білий пішак · d2 білий пішак · g2 білий пішак · h2 білий пішак · a1 біла тура · c1 білий слон · d1 білий ферзь · g1 білий кінь · h1 біла тура | 8 |
| 7 | a8 чорна тура · c8 чорний слон · d8 чорний король · h8 чорна тура · c7 чорний пішак · f7 чорний пішак · g7 чорний пішак · h7 чорний пішак · b6 чорний пішак · c6 білий король · a5 чорний пішак · d5 чорний пішак · e5 чорний пішак · a3 білий пішак · b2 білий пішак · c2 білий пішак · d2 білий пішак · g2 білий пішак · h2 білий пішак · a1 біла тура · c1 білий слон · d1 білий ферзь · g1 білий кінь · h1 біла тура | a8 чорна тура · c8 чорний слон · d8 чорний король · h8 чорна тура · c7 чорний пішак · f7 чорний пішак · g7 чорний пішак · h7 чорний пішак · b6 чорний пішак · c6 білий король · a5 чорний пішак · d5 чорний пішак · e5 чорний пішак · a3 білий пішак · b2 білий пішак · c2 білий пішак · d2 білий пішак · g2 білий пішак · h2 білий пішак · a1 біла тура · c1 білий слон · d1 білий ферзь · g1 білий кінь · h1 біла тура | a8 чорна тура · c8 чорний слон · d8 чорний король · h8 чорна тура · c7 чорний пішак · f7 чорний пішак · g7 чорний пішак · h7 чорний пішак · b6 чорний пішак · c6 білий король · a5 чорний пішак · d5 чорний пішак · e5 чорний пішак · a3 білий пішак · b2 білий пішак · c2 білий пішак · d2 білий пішак · g2 білий пішак · h2 білий пішак · a1 біла тура · c1 білий слон · d1 білий ферзь · g1 білий кінь · h1 біла тура | a8 чорна тура · c8 чорний слон · d8 чорний король · h8 чорна тура · c7 чорний пішак · f7 чорний пішак · g7 чорний пішак · h7 чорний пішак · b6 чорний пішак · c6 білий король · a5 чорний пішак · d5 чорний пішак · e5 чорний пішак · a3 білий пішак · b2 білий пішак · c2 білий пішак · d2 білий пішак · g2 білий пішак · h2 білий пішак · a1 біла тура · c1 білий слон · d1 білий ферзь · g1 білий кінь · h1 біла тура | a8 чорна тура · c8 чорний слон · d8 чорний король · h8 чорна тура · c7 чорний пішак · f7 чорний пішак · g7 чорний пішак · h7 чорний пішак · b6 чорний пішак · c6 білий король · a5 чорний пішак · d5 чорний пішак · e5 чорний пішак · a3 білий пішак · b2 білий пішак · c2 білий пішак · d2 білий пішак · g2 білий пішак · h2 білий пішак · a1 біла тура · c1 білий слон · d1 білий ферзь · g1 білий кінь · h1 біла тура | a8 чорна тура · c8 чорний слон · d8 чорний король · h8 чорна тура · c7 чорний пішак · f7 чорний пішак · g7 чорний пішак · h7 чорний пішак · b6 чорний пішак · c6 білий король · a5 чорний пішак · d5 чорний пішак · e5 чорний пішак · a3 білий пішак · b2 білий пішак · c2 білий пішак · d2 білий пішак · g2 білий пішак · h2 білий пішак · a1 біла тура · c1 білий слон · d1 білий ферзь · g1 білий кінь · h1 біла тура | a8 чорна тура · c8 чорний слон · d8 чорний король · h8 чорна тура · c7 чорний пішак · f7 чорний пішак · g7 чорний пішак · h7 чорний пішак · b6 чорний пішак · c6 білий король · a5 чорний пішак · d5 чорний пішак · e5 чорний пішак · a3 білий пішак · b2 білий пішак · c2 білий пішак · d2 білий пішак · g2 білий пішак · h2 білий пішак · a1 біла тура · c1 білий слон · d1 білий ферзь · g1 білий кінь · h1 біла тура | a8 чорна тура · c8 чорний слон · d8 чорний король · h8 чорна тура · c7 чорний пішак · f7 чорний пішак · g7 чорний пішак · h7 чорний пішак · b6 чорний пішак · c6 білий король · a5 чорний пішак · d5 чорний пішак · e5 чорний пішак · a3 білий пішак · b2 білий пішак · c2 білий пішак · d2 білий пішак · g2 білий пішак · h2 білий пішак · a1 біла тура · c1 білий слон · d1 білий ферзь · g1 білий кінь · h1 біла тура | 7 |
| 6 | a8 чорна тура · c8 чорний слон · d8 чорний король · h8 чорна тура · c7 чорний пішак · f7 чорний пішак · g7 чорний пішак · h7 чорний пішак · b6 чорний пішак · c6 білий король · a5 чорний пішак · d5 чорний пішак · e5 чорний пішак · a3 білий пішак · b2 білий пішак · c2 білий пішак · d2 білий пішак · g2 білий пішак · h2 білий пішак · a1 біла тура · c1 білий слон · d1 білий ферзь · g1 білий кінь · h1 біла тура | a8 чорна тура · c8 чорний слон · d8 чорний король · h8 чорна тура · c7 чорний пішак · f7 чорний пішак · g7 чорний пішак · h7 чорний пішак · b6 чорний пішак · c6 білий король · a5 чорний пішак · d5 чорний пішак · e5 чорний пішак · a3 білий пішак · b2 білий пішак · c2 білий пішак · d2 білий пішак · g2 білий пішак · h2 білий пішак · a1 біла тура · c1 білий слон · d1 білий ферзь · g1 білий кінь · h1 біла тура | a8 чорна тура · c8 чорний слон · d8 чорний король · h8 чорна тура · c7 чорний пішак · f7 чорний пішак · g7 чорний пішак · h7 чорний пішак · b6 чорний пішак · c6 білий король · a5 чорний пішак · d5 чорний пішак · e5 чорний пішак · a3 білий пішак · b2 білий пішак · c2 білий пішак · d2 білий пішак · g2 білий пішак · h2 білий пішак · a1 біла тура · c1 білий слон · d1 білий ферзь · g1 білий кінь · h1 біла тура | a8 чорна тура · c8 чорний слон · d8 чорний король · h8 чорна тура · c7 чорний пішак · f7 чорний пішак · g7 чорний пішак · h7 чорний пішак · b6 чорний пішак · c6 білий король · a5 чорний пішак · d5 чорний пішак · e5 чорний пішак · a3 білий пішак · b2 білий пішак · c2 білий пішак · d2 білий пішак · g2 білий пішак · h2 білий пішак · a1 біла тура · c1 білий слон · d1 білий ферзь · g1 білий кінь · h1 біла тура | a8 чорна тура · c8 чорний слон · d8 чорний король · h8 чорна тура · c7 чорний пішак · f7 чорний пішак · g7 чорний пішак · h7 чорний пішак · b6 чорний пішак · c6 білий король · a5 чорний пішак · d5 чорний пішак · e5 чорний пішак · a3 білий пішак · b2 білий пішак · c2 білий пішак · d2 білий пішак · g2 білий пішак · h2 білий пішак · a1 біла тура · c1 білий слон · d1 білий ферзь · g1 білий кінь · h1 біла тура | a8 чорна тура · c8 чорний слон · d8 чорний король · h8 чорна тура · c7 чорний пішак · f7 чорний пішак · g7 чорний пішак · h7 чорний пішак · b6 чорний пішак · c6 білий король · a5 чорний пішак · d5 чорний пішак · e5 чорний пішак · a3 білий пішак · b2 білий пішак · c2 білий пішак · d2 білий пішак · g2 білий пішак · h2 білий пішак · a1 біла тура · c1 білий слон · d1 білий ферзь · g1 білий кінь · h1 біла тура | a8 чорна тура · c8 чорний слон · d8 чорний король · h8 чорна тура · c7 чорний пішак · f7 чорний пішак · g7 чорний пішак · h7 чорний пішак · b6 чорний пішак · c6 білий король · a5 чорний пішак · d5 чорний пішак · e5 чорний пішак · a3 білий пішак · b2 білий пішак · c2 білий пішак · d2 білий пішак · g2 білий пішак · h2 білий пішак · a1 біла тура · c1 білий слон · d1 білий ферзь · g1 білий кінь · h1 біла тура | a8 чорна тура · c8 чорний слон · d8 чорний король · h8 чорна тура · c7 чорний пішак · f7 чорний пішак · g7 чорний пішак · h7 чорний пішак · b6 чорний пішак · c6 білий король · a5 чорний пішак · d5 чорний пішак · e5 чорний пішак · a3 білий пішак · b2 білий пішак · c2 білий пішак · d2 білий пішак · g2 білий пішак · h2 білий пішак · a1 біла тура · c1 білий слон · d1 білий ферзь · g1 білий кінь · h1 біла тура | 6 |
| 5 | a8 чорна тура · c8 чорний слон · d8 чорний король · h8 чорна тура · c7 чорний пішак · f7 чорний пішак · g7 чорний пішак · h7 чорний пішак · b6 чорний пішак · c6 білий король · a5 чорний пішак · d5 чорний пішак · e5 чорний пішак · a3 білий пішак · b2 білий пішак · c2 білий пішак · d2 білий пішак · g2 білий пішак · h2 білий пішак · a1 біла тура · c1 білий слон · d1 білий ферзь · g1 білий кінь · h1 біла тура | a8 чорна тура · c8 чорний слон · d8 чорний король · h8 чорна тура · c7 чорний пішак · f7 чорний пішак · g7 чорний пішак · h7 чорний пішак · b6 чорний пішак · c6 білий король · a5 чорний пішак · d5 чорний пішак · e5 чорний пішак · a3 білий пішак · b2 білий пішак · c2 білий пішак · d2 білий пішак · g2 білий пішак · h2 білий пішак · a1 біла тура · c1 білий слон · d1 білий ферзь · g1 білий кінь · h1 біла тура | a8 чорна тура · c8 чорний слон · d8 чорний король · h8 чорна тура · c7 чорний пішак · f7 чорний пішак · g7 чорний пішак · h7 чорний пішак · b6 чорний пішак · c6 білий король · a5 чорний пішак · d5 чорний пішак · e5 чорний пішак · a3 білий пішак · b2 білий пішак · c2 білий пішак · d2 білий пішак · g2 білий пішак · h2 білий пішак · a1 біла тура · c1 білий слон · d1 білий ферзь · g1 білий кінь · h1 біла тура | a8 чорна тура · c8 чорний слон · d8 чорний король · h8 чорна тура · c7 чорний пішак · f7 чорний пішак · g7 чорний пішак · h7 чорний пішак · b6 чорний пішак · c6 білий король · a5 чорний пішак · d5 чорний пішак · e5 чорний пішак · a3 білий пішак · b2 білий пішак · c2 білий пішак · d2 білий пішак · g2 білий пішак · h2 білий пішак · a1 біла тура · c1 білий слон · d1 білий ферзь · g1 білий кінь · h1 біла тура | a8 чорна тура · c8 чорний слон · d8 чорний король · h8 чорна тура · c7 чорний пішак · f7 чорний пішак · g7 чорний пішак · h7 чорний пішак · b6 чорний пішак · c6 білий король · a5 чорний пішак · d5 чорний пішак · e5 чорний пішак · a3 білий пішак · b2 білий пішак · c2 білий пішак · d2 білий пішак · g2 білий пішак · h2 білий пішак · a1 біла тура · c1 білий слон · d1 білий ферзь · g1 білий кінь · h1 біла тура | a8 чорна тура · c8 чорний слон · d8 чорний король · h8 чорна тура · c7 чорний пішак · f7 чорний пішак · g7 чорний пішак · h7 чорний пішак · b6 чорний пішак · c6 білий король · a5 чорний пішак · d5 чорний пішак · e5 чорний пішак · a3 білий пішак · b2 білий пішак · c2 білий пішак · d2 білий пішак · g2 білий пішак · h2 білий пішак · a1 біла тура · c1 білий слон · d1 білий ферзь · g1 білий кінь · h1 біла тура | a8 чорна тура · c8 чорний слон · d8 чорний король · h8 чорна тура · c7 чорний пішак · f7 чорний пішак · g7 чорний пішак · h7 чорний пішак · b6 чорний пішак · c6 білий король · a5 чорний пішак · d5 чорний пішак · e5 чорний пішак · a3 білий пішак · b2 білий пішак · c2 білий пішак · d2 білий пішак · g2 білий пішак · h2 білий пішак · a1 біла тура · c1 білий слон · d1 білий ферзь · g1 білий кінь · h1 біла тура | a8 чорна тура · c8 чорний слон · d8 чорний король · h8 чорна тура · c7 чорний пішак · f7 чорний пішак · g7 чорний пішак · h7 чорний пішак · b6 чорний пішак · c6 білий король · a5 чорний пішак · d5 чорний пішак · e5 чорний пішак · a3 білий пішак · b2 білий пішак · c2 білий пішак · d2 білий пішак · g2 білий пішак · h2 білий пішак · a1 біла тура · c1 білий слон · d1 білий ферзь · g1 білий кінь · h1 біла тура | 5 |
| 4 | a8 чорна тура · c8 чорний слон · d8 чорний король · h8 чорна тура · c7 чорний пішак · f7 чорний пішак · g7 чорний пішак · h7 чорний пішак · b6 чорний пішак · c6 білий король · a5 чорний пішак · d5 чорний пішак · e5 чорний пішак · a3 білий пішак · b2 білий пішак · c2 білий пішак · d2 білий пішак · g2 білий пішак · h2 білий пішак · a1 біла тура · c1 білий слон · d1 білий ферзь · g1 білий кінь · h1 біла тура | a8 чорна тура · c8 чорний слон · d8 чорний король · h8 чорна тура · c7 чорний пішак · f7 чорний пішак · g7 чорний пішак · h7 чорний пішак · b6 чорний пішак · c6 білий король · a5 чорний пішак · d5 чорний пішак · e5 чорний пішак · a3 білий пішак · b2 білий пішак · c2 білий пішак · d2 білий пішак · g2 білий пішак · h2 білий пішак · a1 біла тура · c1 білий слон · d1 білий ферзь · g1 білий кінь · h1 біла тура | a8 чорна тура · c8 чорний слон · d8 чорний король · h8 чорна тура · c7 чорний пішак · f7 чорний пішак · g7 чорний пішак · h7 чорний пішак · b6 чорний пішак · c6 білий король · a5 чорний пішак · d5 чорний пішак · e5 чорний пішак · a3 білий пішак · b2 білий пішак · c2 білий пішак · d2 білий пішак · g2 білий пішак · h2 білий пішак · a1 біла тура · c1 білий слон · d1 білий ферзь · g1 білий кінь · h1 біла тура | a8 чорна тура · c8 чорний слон · d8 чорний король · h8 чорна тура · c7 чорний пішак · f7 чорний пішак · g7 чорний пішак · h7 чорний пішак · b6 чорний пішак · c6 білий король · a5 чорний пішак · d5 чорний пішак · e5 чорний пішак · a3 білий пішак · b2 білий пішак · c2 білий пішак · d2 білий пішак · g2 білий пішак · h2 білий пішак · a1 біла тура · c1 білий слон · d1 білий ферзь · g1 білий кінь · h1 біла тура | a8 чорна тура · c8 чорний слон · d8 чорний король · h8 чорна тура · c7 чорний пішак · f7 чорний пішак · g7 чорний пішак · h7 чорний пішак · b6 чорний пішак · c6 білий король · a5 чорний пішак · d5 чорний пішак · e5 чорний пішак · a3 білий пішак · b2 білий пішак · c2 білий пішак · d2 білий пішак · g2 білий пішак · h2 білий пішак · a1 біла тура · c1 білий слон · d1 білий ферзь · g1 білий кінь · h1 біла тура | a8 чорна тура · c8 чорний слон · d8 чорний король · h8 чорна тура · c7 чорний пішак · f7 чорний пішак · g7 чорний пішак · h7 чорний пішак · b6 чорний пішак · c6 білий король · a5 чорний пішак · d5 чорний пішак · e5 чорний пішак · a3 білий пішак · b2 білий пішак · c2 білий пішак · d2 білий пішак · g2 білий пішак · h2 білий пішак · a1 біла тура · c1 білий слон · d1 білий ферзь · g1 білий кінь · h1 біла тура | a8 чорна тура · c8 чорний слон · d8 чорний король · h8 чорна тура · c7 чорний пішак · f7 чорний пішак · g7 чорний пішак · h7 чорний пішак · b6 чорний пішак · c6 білий король · a5 чорний пішак · d5 чорний пішак · e5 чорний пішак · a3 білий пішак · b2 білий пішак · c2 білий пішак · d2 білий пішак · g2 білий пішак · h2 білий пішак · a1 біла тура · c1 білий слон · d1 білий ферзь · g1 білий кінь · h1 біла тура | a8 чорна тура · c8 чорний слон · d8 чорний король · h8 чорна тура · c7 чорний пішак · f7 чорний пішак · g7 чорний пішак · h7 чорний пішак · b6 чорний пішак · c6 білий король · a5 чорний пішак · d5 чорний пішак · e5 чорний пішак · a3 білий пішак · b2 білий пішак · c2 білий пішак · d2 білий пішак · g2 білий пішак · h2 білий пішак · a1 біла тура · c1 білий слон · d1 білий ферзь · g1 білий кінь · h1 біла тура | 4 |
| 3 | a8 чорна тура · c8 чорний слон · d8 чорний король · h8 чорна тура · c7 чорний пішак · f7 чорний пішак · g7 чорний пішак · h7 чорний пішак · b6 чорний пішак · c6 білий король · a5 чорний пішак · d5 чорний пішак · e5 чорний пішак · a3 білий пішак · b2 білий пішак · c2 білий пішак · d2 білий пішак · g2 білий пішак · h2 білий пішак · a1 біла тура · c1 білий слон · d1 білий ферзь · g1 білий кінь · h1 біла тура | a8 чорна тура · c8 чорний слон · d8 чорний король · h8 чорна тура · c7 чорний пішак · f7 чорний пішак · g7 чорний пішак · h7 чорний пішак · b6 чорний пішак · c6 білий король · a5 чорний пішак · d5 чорний пішак · e5 чорний пішак · a3 білий пішак · b2 білий пішак · c2 білий пішак · d2 білий пішак · g2 білий пішак · h2 білий пішак · a1 біла тура · c1 білий слон · d1 білий ферзь · g1 білий кінь · h1 біла тура | a8 чорна тура · c8 чорний слон · d8 чорний король · h8 чорна тура · c7 чорний пішак · f7 чорний пішак · g7 чорний пішак · h7 чорний пішак · b6 чорний пішак · c6 білий король · a5 чорний пішак · d5 чорний пішак · e5 чорний пішак · a3 білий пішак · b2 білий пішак · c2 білий пішак · d2 білий пішак · g2 білий пішак · h2 білий пішак · a1 біла тура · c1 білий слон · d1 білий ферзь · g1 білий кінь · h1 біла тура | a8 чорна тура · c8 чорний слон · d8 чорний король · h8 чорна тура · c7 чорний пішак · f7 чорний пішак · g7 чорний пішак · h7 чорний пішак · b6 чорний пішак · c6 білий король · a5 чорний пішак · d5 чорний пішак · e5 чорний пішак · a3 білий пішак · b2 білий пішак · c2 білий пішак · d2 білий пішак · g2 білий пішак · h2 білий пішак · a1 біла тура · c1 білий слон · d1 білий ферзь · g1 білий кінь · h1 біла тура | a8 чорна тура · c8 чорний слон · d8 чорний король · h8 чорна тура · c7 чорний пішак · f7 чорний пішак · g7 чорний пішак · h7 чорний пішак · b6 чорний пішак · c6 білий король · a5 чорний пішак · d5 чорний пішак · e5 чорний пішак · a3 білий пішак · b2 білий пішак · c2 білий пішак · d2 білий пішак · g2 білий пішак · h2 білий пішак · a1 біла тура · c1 білий слон · d1 білий ферзь · g1 білий кінь · h1 біла тура | a8 чорна тура · c8 чорний слон · d8 чорний король · h8 чорна тура · c7 чорний пішак · f7 чорний пішак · g7 чорний пішак · h7 чорний пішак · b6 чорний пішак · c6 білий король · a5 чорний пішак · d5 чорний пішак · e5 чорний пішак · a3 білий пішак · b2 білий пішак · c2 білий пішак · d2 білий пішак · g2 білий пішак · h2 білий пішак · a1 біла тура · c1 білий слон · d1 білий ферзь · g1 білий кінь · h1 біла тура | a8 чорна тура · c8 чорний слон · d8 чорний король · h8 чорна тура · c7 чорний пішак · f7 чорний пішак · g7 чорний пішак · h7 чорний пішак · b6 чорний пішак · c6 білий король · a5 чорний пішак · d5 чорний пішак · e5 чорний пішак · a3 білий пішак · b2 білий пішак · c2 білий пішак · d2 білий пішак · g2 білий пішак · h2 білий пішак · a1 біла тура · c1 білий слон · d1 білий ферзь · g1 білий кінь · h1 біла тура | a8 чорна тура · c8 чорний слон · d8 чорний король · h8 чорна тура · c7 чорний пішак · f7 чорний пішак · g7 чорний пішак · h7 чорний пішак · b6 чорний пішак · c6 білий король · a5 чорний пішак · d5 чорний пішак · e5 чорний пішак · a3 білий пішак · b2 білий пішак · c2 білий пішак · d2 білий пішак · g2 білий пішак · h2 білий пішак · a1 біла тура · c1 білий слон · d1 білий ферзь · g1 білий кінь · h1 біла тура | 3 |
| 2 | a8 чорна тура · c8 чорний слон · d8 чорний король · h8 чорна тура · c7 чорний пішак · f7 чорний пішак · g7 чорний пішак · h7 чорний пішак · b6 чорний пішак · c6 білий король · a5 чорний пішак · d5 чорний пішак · e5 чорний пішак · a3 білий пішак · b2 білий пішак · c2 білий пішак · d2 білий пішак · g2 білий пішак · h2 білий пішак · a1 біла тура · c1 білий слон · d1 білий ферзь · g1 білий кінь · h1 біла тура | a8 чорна тура · c8 чорний слон · d8 чорний король · h8 чорна тура · c7 чорний пішак · f7 чорний пішак · g7 чорний пішак · h7 чорний пішак · b6 чорний пішак · c6 білий король · a5 чорний пішак · d5 чорний пішак · e5 чорний пішак · a3 білий пішак · b2 білий пішак · c2 білий пішак · d2 білий пішак · g2 білий пішак · h2 білий пішак · a1 біла тура · c1 білий слон · d1 білий ферзь · g1 білий кінь · h1 біла тура | a8 чорна тура · c8 чорний слон · d8 чорний король · h8 чорна тура · c7 чорний пішак · f7 чорний пішак · g7 чорний пішак · h7 чорний пішак · b6 чорний пішак · c6 білий король · a5 чорний пішак · d5 чорний пішак · e5 чорний пішак · a3 білий пішак · b2 білий пішак · c2 білий пішак · d2 білий пішак · g2 білий пішак · h2 білий пішак · a1 біла тура · c1 білий слон · d1 білий ферзь · g1 білий кінь · h1 біла тура | a8 чорна тура · c8 чорний слон · d8 чорний король · h8 чорна тура · c7 чорний пішак · f7 чорний пішак · g7 чорний пішак · h7 чорний пішак · b6 чорний пішак · c6 білий король · a5 чорний пішак · d5 чорний пішак · e5 чорний пішак · a3 білий пішак · b2 білий пішак · c2 білий пішак · d2 білий пішак · g2 білий пішак · h2 білий пішак · a1 біла тура · c1 білий слон · d1 білий ферзь · g1 білий кінь · h1 біла тура | a8 чорна тура · c8 чорний слон · d8 чорний король · h8 чорна тура · c7 чорний пішак · f7 чорний пішак · g7 чорний пішак · h7 чорний пішак · b6 чорний пішак · c6 білий король · a5 чорний пішак · d5 чорний пішак · e5 чорний пішак · a3 білий пішак · b2 білий пішак · c2 білий пішак · d2 білий пішак · g2 білий пішак · h2 білий пішак · a1 біла тура · c1 білий слон · d1 білий ферзь · g1 білий кінь · h1 біла тура | a8 чорна тура · c8 чорний слон · d8 чорний король · h8 чорна тура · c7 чорний пішак · f7 чорний пішак · g7 чорний пішак · h7 чорний пішак · b6 чорний пішак · c6 білий король · a5 чорний пішак · d5 чорний пішак · e5 чорний пішак · a3 білий пішак · b2 білий пішак · c2 білий пішак · d2 білий пішак · g2 білий пішак · h2 білий пішак · a1 біла тура · c1 білий слон · d1 білий ферзь · g1 білий кінь · h1 біла тура | a8 чорна тура · c8 чорний слон · d8 чорний король · h8 чорна тура · c7 чорний пішак · f7 чорний пішак · g7 чорний пішак · h7 чорний пішак · b6 чорний пішак · c6 білий король · a5 чорний пішак · d5 чорний пішак · e5 чорний пішак · a3 білий пішак · b2 білий пішак · c2 білий пішак · d2 білий пішак · g2 білий пішак · h2 білий пішак · a1 біла тура · c1 білий слон · d1 білий ферзь · g1 білий кінь · h1 біла тура | a8 чорна тура · c8 чорний слон · d8 чорний король · h8 чорна тура · c7 чорний пішак · f7 чорний пішак · g7 чорний пішак · h7 чорний пішак · b6 чорний пішак · c6 білий король · a5 чорний пішак · d5 чорний пішак · e5 чорний пішак · a3 білий пішак · b2 білий пішак · c2 білий пішак · d2 білий пішак · g2 білий пішак · h2 білий пішак · a1 біла тура · c1 білий слон · d1 білий ферзь · g1 білий кінь · h1 біла тура | 2 |
| 1 | a8 чорна тура · c8 чорний слон · d8 чорний король · h8 чорна тура · c7 чорний пішак · f7 чорний пішак · g7 чорний пішак · h7 чорний пішак · b6 чорний пішак · c6 білий король · a5 чорний пішак · d5 чорний пішак · e5 чорний пішак · a3 білий пішак · b2 білий пішак · c2 білий пішак · d2 білий пішак · g2 білий пішак · h2 білий пішак · a1 біла тура · c1 білий слон · d1 білий ферзь · g1 білий кінь · h1 біла тура | a8 чорна тура · c8 чорний слон · d8 чорний король · h8 чорна тура · c7 чорний пішак · f7 чорний пішак · g7 чорний пішак · h7 чорний пішак · b6 чорний пішак · c6 білий король · a5 чорний пішак · d5 чорний пішак · e5 чорний пішак · a3 білий пішак · b2 білий пішак · c2 білий пішак · d2 білий пішак · g2 білий пішак · h2 білий пішак · a1 біла тура · c1 білий слон · d1 білий ферзь · g1 білий кінь · h1 біла тура | a8 чорна тура · c8 чорний слон · d8 чорний король · h8 чорна тура · c7 чорний пішак · f7 чорний пішак · g7 чорний пішак · h7 чорний пішак · b6 чорний пішак · c6 білий король · a5 чорний пішак · d5 чорний пішак · e5 чорний пішак · a3 білий пішак · b2 білий пішак · c2 білий пішак · d2 білий пішак · g2 білий пішак · h2 білий пішак · a1 біла тура · c1 білий слон · d1 білий ферзь · g1 білий кінь · h1 біла тура | a8 чорна тура · c8 чорний слон · d8 чорний король · h8 чорна тура · c7 чорний пішак · f7 чорний пішак · g7 чорний пішак · h7 чорний пішак · b6 чорний пішак · c6 білий король · a5 чорний пішак · d5 чорний пішак · e5 чорний пішак · a3 білий пішак · b2 білий пішак · c2 білий пішак · d2 білий пішак · g2 білий пішак · h2 білий пішак · a1 біла тура · c1 білий слон · d1 білий ферзь · g1 білий кінь · h1 біла тура | a8 чорна тура · c8 чорний слон · d8 чорний король · h8 чорна тура · c7 чорний пішак · f7 чорний пішак · g7 чорний пішак · h7 чорний пішак · b6 чорний пішак · c6 білий король · a5 чорний пішак · d5 чорний пішак · e5 чорний пішак · a3 білий пішак · b2 білий пішак · c2 білий пішак · d2 білий пішак · g2 білий пішак · h2 білий пішак · a1 біла тура · c1 білий слон · d1 білий ферзь · g1 білий кінь · h1 біла тура | a8 чорна тура · c8 чорний слон · d8 чорний король · h8 чорна тура · c7 чорний пішак · f7 чорний пішак · g7 чорний пішак · h7 чорний пішак · b6 чорний пішак · c6 білий король · a5 чорний пішак · d5 чорний пішак · e5 чорний пішак · a3 білий пішак · b2 білий пішак · c2 білий пішак · d2 білий пішак · g2 білий пішак · h2 білий пішак · a1 біла тура · c1 білий слон · d1 білий ферзь · g1 білий кінь · h1 біла тура | a8 чорна тура · c8 чорний слон · d8 чорний король · h8 чорна тура · c7 чорний пішак · f7 чорний пішак · g7 чорний пішак · h7 чорний пішак · b6 чорний пішак · c6 білий король · a5 чорний пішак · d5 чорний пішак · e5 чорний пішак · a3 білий пішак · b2 білий пішак · c2 білий пішак · d2 білий пішак · g2 білий пішак · h2 білий пішак · a1 біла тура · c1 білий слон · d1 білий ферзь · g1 білий кінь · h1 біла тура | a8 чорна тура · c8 чорний слон · d8 чорний король · h8 чорна тура · c7 чорний пішак · f7 чорний пішак · g7 чорний пішак · h7 чорний пішак · b6 чорний пішак · c6 білий король · a5 чорний пішак · d5 чорний пішак · e5 чорний пішак · a3 білий пішак · b2 білий пішак · c2 білий пішак · d2 білий пішак · g2 білий пішак · h2 білий пішак · a1 біла тура · c1 білий слон · d1 білий ферзь · g1 білий кінь · h1 біла тура | 1 |
|   | a | b | c | d | e | f | g | h |   |

У класичній грі між Карлом Гамппе й Філіппом Мейтнером у Відні 1872 року наступна серія жертв чорних призводить до ситуації на діаграмі, яка є вічним шахом: 
16... Bb7 +!
17.Kb5 (17.Kxb7?? Kd7 18.Qg4+ Kd6 потім... Rhb8#)
17... Ba6+
18.Kc6 (18.Ka4 ?? Bc4 і 19... b5#)
18... Bb7 + ½-½

### Фішер проти Таля
|   | a | b | c | d | e | f | g | h |   |
| 8 | c8 чорний король · a7 чорний пішак · b7 чорний пішак · e7 чорний кінь · h7 білий ферзь · e6 чорний ферзь · a5 білий пішак · d5 чорний пішак · a3 білий пішак · c3 чорний пішак · c2 білий пішак · f2 білий пішак · g2 білий король · h2 білий пішак · f1 біла тура | c8 чорний король · a7 чорний пішак · b7 чорний пішак · e7 чорний кінь · h7 білий ферзь · e6 чорний ферзь · a5 білий пішак · d5 чорний пішак · a3 білий пішак · c3 чорний пішак · c2 білий пішак · f2 білий пішак · g2 білий король · h2 білий пішак · f1 біла тура | c8 чорний король · a7 чорний пішак · b7 чорний пішак · e7 чорний кінь · h7 білий ферзь · e6 чорний ферзь · a5 білий пішак · d5 чорний пішак · a3 білий пішак · c3 чорний пішак · c2 білий пішак · f2 білий пішак · g2 білий король · h2 білий пішак · f1 біла тура | c8 чорний король · a7 чорний пішак · b7 чорний пішак · e7 чорний кінь · h7 білий ферзь · e6 чорний ферзь · a5 білий пішак · d5 чорний пішак · a3 білий пішак · c3 чорний пішак · c2 білий пішак · f2 білий пішак · g2 білий король · h2 білий пішак · f1 біла тура | c8 чорний король · a7 чорний пішак · b7 чорний пішак · e7 чорний кінь · h7 білий ферзь · e6 чорний ферзь · a5 білий пішак · d5 чорний пішак · a3 білий пішак · c3 чорний пішак · c2 білий пішак · f2 білий пішак · g2 білий король · h2 білий пішак · f1 біла тура | c8 чорний король · a7 чорний пішак · b7 чорний пішак · e7 чорний кінь · h7 білий ферзь · e6 чорний ферзь · a5 білий пішак · d5 чорний пішак · a3 білий пішак · c3 чорний пішак · c2 білий пішак · f2 білий пішак · g2 білий король · h2 білий пішак · f1 біла тура | c8 чорний король · a7 чорний пішак · b7 чорний пішак · e7 чорний кінь · h7 білий ферзь · e6 чорний ферзь · a5 білий пішак · d5 чорний пішак · a3 білий пішак · c3 чорний пішак · c2 білий пішак · f2 білий пішак · g2 білий король · h2 білий пішак · f1 біла тура | c8 чорний король · a7 чорний пішак · b7 чорний пішак · e7 чорний кінь · h7 білий ферзь · e6 чорний ферзь · a5 білий пішак · d5 чорний пішак · a3 білий пішак · c3 чорний пішак · c2 білий пішак · f2 білий пішак · g2 білий король · h2 білий пішак · f1 біла тура | 8 |
| 7 | c8 чорний король · a7 чорний пішак · b7 чорний пішак · e7 чорний кінь · h7 білий ферзь · e6 чорний ферзь · a5 білий пішак · d5 чорний пішак · a3 білий пішак · c3 чорний пішак · c2 білий пішак · f2 білий пішак · g2 білий король · h2 білий пішак · f1 біла тура | c8 чорний король · a7 чорний пішак · b7 чорний пішак · e7 чорний кінь · h7 білий ферзь · e6 чорний ферзь · a5 білий пішак · d5 чорний пішак · a3 білий пішак · c3 чорний пішак · c2 білий пішак · f2 білий пішак · g2 білий король · h2 білий пішак · f1 біла тура | c8 чорний король · a7 чорний пішак · b7 чорний пішак · e7 чорний кінь · h7 білий ферзь · e6 чорний ферзь · a5 білий пішак · d5 чорний пішак · a3 білий пішак · c3 чорний пішак · c2 білий пішак · f2 білий пішак · g2 білий король · h2 білий пішак · f1 біла тура | c8 чорний король · a7 чорний пішак · b7 чорний пішак · e7 чорний кінь · h7 білий ферзь · e6 чорний ферзь · a5 білий пішак · d5 чорний пішак · a3 білий пішак · c3 чорний пішак · c2 білий пішак · f2 білий пішак · g2 білий король · h2 білий пішак · f1 біла тура | c8 чорний король · a7 чорний пішак · b7 чорний пішак · e7 чорний кінь · h7 білий ферзь · e6 чорний ферзь · a5 білий пішак · d5 чорний пішак · a3 білий пішак · c3 чорний пішак · c2 білий пішак · f2 білий пішак · g2 білий король · h2 білий пішак · f1 біла тура | c8 чорний король · a7 чорний пішак · b7 чорний пішак · e7 чорний кінь · h7 білий ферзь · e6 чорний ферзь · a5 білий пішак · d5 чорний пішак · a3 білий пішак · c3 чорний пішак · c2 білий пішак · f2 білий пішак · g2 білий король · h2 білий пішак · f1 біла тура | c8 чорний король · a7 чорний пішак · b7 чорний пішак · e7 чорний кінь · h7 білий ферзь · e6 чорний ферзь · a5 білий пішак · d5 чорний пішак · a3 білий пішак · c3 чорний пішак · c2 білий пішак · f2 білий пішак · g2 білий король · h2 білий пішак · f1 біла тура | c8 чорний король · a7 чорний пішак · b7 чорний пішак · e7 чорний кінь · h7 білий ферзь · e6 чорний ферзь · a5 білий пішак · d5 чорний пішак · a3 білий пішак · c3 чорний пішак · c2 білий пішак · f2 білий пішак · g2 білий король · h2 білий пішак · f1 біла тура | 7 |
| 6 | c8 чорний король · a7 чорний пішак · b7 чорний пішак · e7 чорний кінь · h7 білий ферзь · e6 чорний ферзь · a5 білий пішак · d5 чорний пішак · a3 білий пішак · c3 чорний пішак · c2 білий пішак · f2 білий пішак · g2 білий король · h2 білий пішак · f1 біла тура | c8 чорний король · a7 чорний пішак · b7 чорний пішак · e7 чорний кінь · h7 білий ферзь · e6 чорний ферзь · a5 білий пішак · d5 чорний пішак · a3 білий пішак · c3 чорний пішак · c2 білий пішак · f2 білий пішак · g2 білий король · h2 білий пішак · f1 біла тура | c8 чорний король · a7 чорний пішак · b7 чорний пішак · e7 чорний кінь · h7 білий ферзь · e6 чорний ферзь · a5 білий пішак · d5 чорний пішак · a3 білий пішак · c3 чорний пішак · c2 білий пішак · f2 білий пішак · g2 білий король · h2 білий пішак · f1 біла тура | c8 чорний король · a7 чорний пішак · b7 чорний пішак · e7 чорний кінь · h7 білий ферзь · e6 чорний ферзь · a5 білий пішак · d5 чорний пішак · a3 білий пішак · c3 чорний пішак · c2 білий пішак · f2 білий пішак · g2 білий король · h2 білий пішак · f1 біла тура | c8 чорний король · a7 чорний пішак · b7 чорний пішак · e7 чорний кінь · h7 білий ферзь · e6 чорний ферзь · a5 білий пішак · d5 чорний пішак · a3 білий пішак · c3 чорний пішак · c2 білий пішак · f2 білий пішак · g2 білий король · h2 білий пішак · f1 біла тура | c8 чорний король · a7 чорний пішак · b7 чорний пішак · e7 чорний кінь · h7 білий ферзь · e6 чорний ферзь · a5 білий пішак · d5 чорний пішак · a3 білий пішак · c3 чорний пішак · c2 білий пішак · f2 білий пішак · g2 білий король · h2 білий пішак · f1 біла тура | c8 чорний король · a7 чорний пішак · b7 чорний пішак · e7 чорний кінь · h7 білий ферзь · e6 чорний ферзь · a5 білий пішак · d5 чорний пішак · a3 білий пішак · c3 чорний пішак · c2 білий пішак · f2 білий пішак · g2 білий король · h2 білий пішак · f1 біла тура | c8 чорний король · a7 чорний пішак · b7 чорний пішак · e7 чорний кінь · h7 білий ферзь · e6 чорний ферзь · a5 білий пішак · d5 чорний пішак · a3 білий пішак · c3 чорний пішак · c2 білий пішак · f2 білий пішак · g2 білий король · h2 білий пішак · f1 біла тура | 6 |
| 5 | c8 чорний король · a7 чорний пішак · b7 чорний пішак · e7 чорний кінь · h7 білий ферзь · e6 чорний ферзь · a5 білий пішак · d5 чорний пішак · a3 білий пішак · c3 чорний пішак · c2 білий пішак · f2 білий пішак · g2 білий король · h2 білий пішак · f1 біла тура | c8 чорний король · a7 чорний пішак · b7 чорний пішак · e7 чорний кінь · h7 білий ферзь · e6 чорний ферзь · a5 білий пішак · d5 чорний пішак · a3 білий пішак · c3 чорний пішак · c2 білий пішак · f2 білий пішак · g2 білий король · h2 білий пішак · f1 біла тура | c8 чорний король · a7 чорний пішак · b7 чорний пішак · e7 чорний кінь · h7 білий ферзь · e6 чорний ферзь · a5 білий пішак · d5 чорний пішак · a3 білий пішак · c3 чорний пішак · c2 білий пішак · f2 білий пішак · g2 білий король · h2 білий пішак · f1 біла тура | c8 чорний король · a7 чорний пішак · b7 чорний пішак · e7 чорний кінь · h7 білий ферзь · e6 чорний ферзь · a5 білий пішак · d5 чорний пішак · a3 білий пішак · c3 чорний пішак · c2 білий пішак · f2 білий пішак · g2 білий король · h2 білий пішак · f1 біла тура | c8 чорний король · a7 чорний пішак · b7 чорний пішак · e7 чорний кінь · h7 білий ферзь · e6 чорний ферзь · a5 білий пішак · d5 чорний пішак · a3 білий пішак · c3 чорний пішак · c2 білий пішак · f2 білий пішак · g2 білий король · h2 білий пішак · f1 біла тура | c8 чорний король · a7 чорний пішак · b7 чорний пішак · e7 чорний кінь · h7 білий ферзь · e6 чорний ферзь · a5 білий пішак · d5 чорний пішак · a3 білий пішак · c3 чорний пішак · c2 білий пішак · f2 білий пішак · g2 білий король · h2 білий пішак · f1 біла тура | c8 чорний король · a7 чорний пішак · b7 чорний пішак · e7 чорний кінь · h7 білий ферзь · e6 чорний ферзь · a5 білий пішак · d5 чорний пішак · a3 білий пішак · c3 чорний пішак · c2 білий пішак · f2 білий пішак · g2 білий король · h2 білий пішак · f1 біла тура | c8 чорний король · a7 чорний пішак · b7 чорний пішак · e7 чорний кінь · h7 білий ферзь · e6 чорний ферзь · a5 білий пішак · d5 чорний пішак · a3 білий пішак · c3 чорний пішак · c2 білий пішак · f2 білий пішак · g2 білий король · h2 білий пішак · f1 біла тура | 5 |
| 4 | c8 чорний король · a7 чорний пішак · b7 чорний пішак · e7 чорний кінь · h7 білий ферзь · e6 чорний ферзь · a5 білий пішак · d5 чорний пішак · a3 білий пішак · c3 чорний пішак · c2 білий пішак · f2 білий пішак · g2 білий король · h2 білий пішак · f1 біла тура | c8 чорний король · a7 чорний пішак · b7 чорний пішак · e7 чорний кінь · h7 білий ферзь · e6 чорний ферзь · a5 білий пішак · d5 чорний пішак · a3 білий пішак · c3 чорний пішак · c2 білий пішак · f2 білий пішак · g2 білий король · h2 білий пішак · f1 біла тура | c8 чорний король · a7 чорний пішак · b7 чорний пішак · e7 чорний кінь · h7 білий ферзь · e6 чорний ферзь · a5 білий пішак · d5 чорний пішак · a3 білий пішак · c3 чорний пішак · c2 білий пішак · f2 білий пішак · g2 білий король · h2 білий пішак · f1 біла тура | c8 чорний король · a7 чорний пішак · b7 чорний пішак · e7 чорний кінь · h7 білий ферзь · e6 чорний ферзь · a5 білий пішак · d5 чорний пішак · a3 білий пішак · c3 чорний пішак · c2 білий пішак · f2 білий пішак · g2 білий король · h2 білий пішак · f1 біла тура | c8 чорний король · a7 чорний пішак · b7 чорний пішак · e7 чорний кінь · h7 білий ферзь · e6 чорний ферзь · a5 білий пішак · d5 чорний пішак · a3 білий пішак · c3 чорний пішак · c2 білий пішак · f2 білий пішак · g2 білий король · h2 білий пішак · f1 біла тура | c8 чорний король · a7 чорний пішак · b7 чорний пішак · e7 чорний кінь · h7 білий ферзь · e6 чорний ферзь · a5 білий пішак · d5 чорний пішак · a3 білий пішак · c3 чорний пішак · c2 білий пішак · f2 білий пішак · g2 білий король · h2 білий пішак · f1 біла тура | c8 чорний король · a7 чорний пішак · b7 чорний пішак · e7 чорний кінь · h7 білий ферзь · e6 чорний ферзь · a5 білий пішак · d5 чорний пішак · a3 білий пішак · c3 чорний пішак · c2 білий пішак · f2 білий пішак · g2 білий король · h2 білий пішак · f1 біла тура | c8 чорний король · a7 чорний пішак · b7 чорний пішак · e7 чорний кінь · h7 білий ферзь · e6 чорний ферзь · a5 білий пішак · d5 чорний пішак · a3 білий пішак · c3 чорний пішак · c2 білий пішак · f2 білий пішак · g2 білий король · h2 білий пішак · f1 біла тура | 4 |
| 3 | c8 чорний король · a7 чорний пішак · b7 чорний пішак · e7 чорний кінь · h7 білий ферзь · e6 чорний ферзь · a5 білий пішак · d5 чорний пішак · a3 білий пішак · c3 чорний пішак · c2 білий пішак · f2 білий пішак · g2 білий король · h2 білий пішак · f1 біла тура | c8 чорний король · a7 чорний пішак · b7 чорний пішак · e7 чорний кінь · h7 білий ферзь · e6 чорний ферзь · a5 білий пішак · d5 чорний пішак · a3 білий пішак · c3 чорний пішак · c2 білий пішак · f2 білий пішак · g2 білий король · h2 білий пішак · f1 біла тура | c8 чорний король · a7 чорний пішак · b7 чорний пішак · e7 чорний кінь · h7 білий ферзь · e6 чорний ферзь · a5 білий пішак · d5 чорний пішак · a3 білий пішак · c3 чорний пішак · c2 білий пішак · f2 білий пішак · g2 білий король · h2 білий пішак · f1 біла тура | c8 чорний король · a7 чорний пішак · b7 чорний пішак · e7 чорний кінь · h7 білий ферзь · e6 чорний ферзь · a5 білий пішак · d5 чорний пішак · a3 білий пішак · c3 чорний пішак · c2 білий пішак · f2 білий пішак · g2 білий король · h2 білий пішак · f1 біла тура | c8 чорний король · a7 чорний пішак · b7 чорний пішак · e7 чорний кінь · h7 білий ферзь · e6 чорний ферзь · a5 білий пішак · d5 чорний пішак · a3 білий пішак · c3 чорний пішак · c2 білий пішак · f2 білий пішак · g2 білий король · h2 білий пішак · f1 біла тура | c8 чорний король · a7 чорний пішак · b7 чорний пішак · e7 чорний кінь · h7 білий ферзь · e6 чорний ферзь · a5 білий пішак · d5 чорний пішак · a3 білий пішак · c3 чорний пішак · c2 білий пішак · f2 білий пішак · g2 білий король · h2 білий пішак · f1 біла тура | c8 чорний король · a7 чорний пішак · b7 чорний пішак · e7 чорний кінь · h7 білий ферзь · e6 чорний ферзь · a5 білий пішак · d5 чорний пішак · a3 білий пішак · c3 чорний пішак · c2 білий пішак · f2 білий пішак · g2 білий король · h2 білий пішак · f1 біла тура | c8 чорний король · a7 чорний пішак · b7 чорний пішак · e7 чорний кінь · h7 білий ферзь · e6 чорний ферзь · a5 білий пішак · d5 чорний пішак · a3 білий пішак · c3 чорний пішак · c2 білий пішак · f2 білий пішак · g2 білий король · h2 білий пішак · f1 біла тура | 3 |
| 2 | c8 чорний король · a7 чорний пішак · b7 чорний пішак · e7 чорний кінь · h7 білий ферзь · e6 чорний ферзь · a5 білий пішак · d5 чорний пішак · a3 білий пішак · c3 чорний пішак · c2 білий пішак · f2 білий пішак · g2 білий король · h2 білий пішак · f1 біла тура | c8 чорний король · a7 чорний пішак · b7 чорний пішак · e7 чорний кінь · h7 білий ферзь · e6 чорний ферзь · a5 білий пішак · d5 чорний пішак · a3 білий пішак · c3 чорний пішак · c2 білий пішак · f2 білий пішак · g2 білий король · h2 білий пішак · f1 біла тура | c8 чорний король · a7 чорний пішак · b7 чорний пішак · e7 чорний кінь · h7 білий ферзь · e6 чорний ферзь · a5 білий пішак · d5 чорний пішак · a3 білий пішак · c3 чорний пішак · c2 білий пішак · f2 білий пішак · g2 білий король · h2 білий пішак · f1 біла тура | c8 чорний король · a7 чорний пішак · b7 чорний пішак · e7 чорний кінь · h7 білий ферзь · e6 чорний ферзь · a5 білий пішак · d5 чорний пішак · a3 білий пішак · c3 чорний пішак · c2 білий пішак · f2 білий пішак · g2 білий король · h2 білий пішак · f1 біла тура | c8 чорний король · a7 чорний пішак · b7 чорний пішак · e7 чорний кінь · h7 білий ферзь · e6 чорний ферзь · a5 білий пішак · d5 чорний пішак · a3 білий пішак · c3 чорний пішак · c2 білий пішак · f2 білий пішак · g2 білий король · h2 білий пішак · f1 біла тура | c8 чорний король · a7 чорний пішак · b7 чорний пішак · e7 чорний кінь · h7 білий ферзь · e6 чорний ферзь · a5 білий пішак · d5 чорний пішак · a3 білий пішак · c3 чорний пішак · c2 білий пішак · f2 білий пішак · g2 білий король · h2 білий пішак · f1 біла тура | c8 чорний король · a7 чорний пішак · b7 чорний пішак · e7 чорний кінь · h7 білий ферзь · e6 чорний ферзь · a5 білий пішак · d5 чорний пішак · a3 білий пішак · c3 чорний пішак · c2 білий пішак · f2 білий пішак · g2 білий король · h2 білий пішак · f1 біла тура | c8 чорний король · a7 чорний пішак · b7 чорний пішак · e7 чорний кінь · h7 білий ферзь · e6 чорний ферзь · a5 білий пішак · d5 чорний пішак · a3 білий пішак · c3 чорний пішак · c2 білий пішак · f2 білий пішак · g2 білий король · h2 білий пішак · f1 біла тура | 2 |
| 1 | c8 чорний король · a7 чорний пішак · b7 чорний пішак · e7 чорний кінь · h7 білий ферзь · e6 чорний ферзь · a5 білий пішак · d5 чорний пішак · a3 білий пішак · c3 чорний пішак · c2 білий пішак · f2 білий пішак · g2 білий король · h2 білий пішак · f1 біла тура | c8 чорний король · a7 чорний пішак · b7 чорний пішак · e7 чорний кінь · h7 білий ферзь · e6 чорний ферзь · a5 білий пішак · d5 чорний пішак · a3 білий пішак · c3 чорний пішак · c2 білий пішак · f2 білий пішак · g2 білий король · h2 білий пішак · f1 біла тура | c8 чорний король · a7 чорний пішак · b7 чорний пішак · e7 чорний кінь · h7 білий ферзь · e6 чорний ферзь · a5 білий пішак · d5 чорний пішак · a3 білий пішак · c3 чорний пішак · c2 білий пішак · f2 білий пішак · g2 білий король · h2 білий пішак · f1 біла тура | c8 чорний король · a7 чорний пішак · b7 чорний пішак · e7 чорний кінь · h7 білий ферзь · e6 чорний ферзь · a5 білий пішак · d5 чорний пішак · a3 білий пішак · c3 чорний пішак · c2 білий пішак · f2 білий пішак · g2 білий король · h2 білий пішак · f1 біла тура | c8 чорний король · a7 чорний пішак · b7 чорний пішак · e7 чорний кінь · h7 білий ферзь · e6 чорний ферзь · a5 білий пішак · d5 чорний пішак · a3 білий пішак · c3 чорний пішак · c2 білий пішак · f2 білий пішак · g2 білий король · h2 білий пішак · f1 біла тура | c8 чорний король · a7 чорний пішак · b7 чорний пішак · e7 чорний кінь · h7 білий ферзь · e6 чорний ферзь · a5 білий пішак · d5 чорний пішак · a3 білий пішак · c3 чорний пішак · c2 білий пішак · f2 білий пішак · g2 білий король · h2 білий пішак · f1 біла тура | c8 чорний король · a7 чорний пішак · b7 чорний пішак · e7 чорний кінь · h7 білий ферзь · e6 чорний ферзь · a5 білий пішак · d5 чорний пішак · a3 білий пішак · c3 чорний пішак · c2 білий пішак · f2 білий пішак · g2 білий король · h2 білий пішак · f1 біла тура | c8 чорний король · a7 чорний пішак · b7 чорний пішак · e7 чорний кінь · h7 білий ферзь · e6 чорний ферзь · a5 білий пішак · d5 чорний пішак · a3 білий пішак · c3 чорний пішак · c2 білий пішак · f2 білий пішак · g2 білий король · h2 білий пішак · f1 біла тура | 1 |
|   | a | b | c | d | e | f | g | h |   |

У цій грі 1960 року Михайло Таль досягнув нічиєї довічним шахом проти Боббі Фішера. Вона відбулась на 14-й шаховій олімпіаді, коли Таль був Чемпіоном світу. У цій ситуації чорні зіграли 21... Qg4+ і гравці підписали нічию. (Після 22. Kh1 чорні ставлять вічний шах шляхом 22...Qf3+ 23. Kg1 Qg4+.) 